# 上野石之助
上野石之助（日语：／ Uwano Ishinosuke，1922年10月—2013年 ），是原籍日本的烏克蘭人。

## 生平
上野是岩手縣九戶郡大野村（現在的洋野町）出生的舊日本陸軍軍人。1935年在舊大野村尋常小学校畢業。1943年被徵召入伍，所屬南樺太陸軍部隊、1945年在樺太（庫頁島）投降。二戰後一直住在樺太，最後在1958年失去聯絡途逕後，2000年盛岡家庭裁判所決定宣告上野陣亡。
在1958年失去聯絡途逕後的上野移居烏克蘭，與當地女子結婚，並有三個孩子。
后来在烏克蘭的首都基輔西邊的日托米爾市居住。2006年4月19日，回到了阔别63年的祖国日本。最初以俄語（/zdrá:stvujtje/）問候大家，即「大家好」的意思。
上野長期生活在烏克蘭所以連日語都忘記了。喜歡的歌曲就是烏克蘭国歌。他在洋野町內與弟及妹的家人一起生活。
之後，他在烏克蘭和日本之間來回生活，后於2013年去世。

## 外部連結
- "Japanese WWII soldier found alive"（页面存档备份，存于）, BBC News, 18 April 2006
- "Missing WWII vet returns to Japan"（页面存档备份，存于）, BBC News, 19 April 2006
- "Mr Uwano comes back from the dead to say 'Good Day'"（页面存档备份，存于）, The Times, 20 April 2006
- "Japanese WWII veteran found in Ukraine has reunion with family"（页面存档备份，存于）, The Associated Press in USA Today, 20 April 2006

1. ↑  . BBC News. April 19, 2006  [20 March 2019]. （原始内容存档于2020-02-08）.
2. ↑  ,   [2022-02-25], （原始内容存档于2022-10-26） （中文（中国大陆））